# Marcelo Rebelo de Sousa
Marcelo Nuno Duarte Rebelo de Sousa (AFI: [mɐɾˈsɛlu ˈnunu ˈðwaɾtɨ ʁɨˈβelu ðɨ ˈsozɐ]; Lisbona, 12 dicembre 1948) è un politico e giornalista portoghese appartenente al Partito Social Democratico, 20º presidente della Repubblica portoghese dal 9 marzo 2016.

## Biografia

### Vita privata e formazione
Nato a Lisbona, è il figlio maggiore di Baltasar Rebelo de Sousa e Maria das Neves Fernandes Duarte. Fu chiamato Marcelo perché Marcello Caetano fu suo padrino.
Ha un dottorato di ricerca ed è professore ordinario di diritto amministrativo alla facoltà di legge dell'università di Lisbona.

### Carriera
Rebelo de Sousa inizia la sua carriera durante il regime dell'Estado Novo come avvocato e quindi giornalista. Inizia come analista politico a Radio TSF con il programma Exams, durante il quale dava i voti ai principali personaggi politici.
Si unisce quindi al Partito Popolare Democratico (centrodestra), divenendo deputato all'Assemblea della Repubblica. Quindi avanza fino a divenire Ministro Aggiunto del primo ministro Francisco Pinto Balsemão, assieme al quale è cofondatore, direttore ed amministratore del settimanale Expresso. È inoltre fondatore del Sedes e fondatore e presidente del consiglio di amministrazione di un altro giornale, Semanário.
Nel 1989 Rebelo de Sousa si candida come sindaco di Lisbona, ma perde contro Jorge Sampaio. Viene comunque eletto consigliere comunale della capitale (Vereador). Durante la campagna si tuffa nelle acque del fiume Tago per provare che non erano inquinate.
Dal 31 marzo 1996 al 27 maggio 1999 Rebelo de Sousa è a capo del Partito Social Democratico (centrodestra), nonostante solo poche settimane prima dell'elezione avesse negato di volersi candidare, "nemmeno se scendesse Cristo in terra". Crea nel 1998 una coalizione di centrodestra detta Alleanza Democratica, assieme al Partito Popolare, nonostante ciò vada contro le preferenze di buona parte del partito, per via del ruolo che il leader del PP, Paulo Portas, aveva avuto nel sabotare il governo di Cavaco Silva quand'era direttore del settimanale O Independente. Portas si ritira poi dalla coalizione, costringendo Rebelo de Sousa alle dimissioni. Questi diventa quindi vicepresidente del Partito Popolare Europeo - Democratici Europei.
In altre elezioni locali Rebelo de Sousa diviene anche Presidente dell'assemblea municipale di Cascais e di quella di Celorico de Basto.
Negli anni successivi Rebelo de Sousa tiene programmi settimanali di analisi politica sulla TV privata TVI e quindi sulla TV pubblica RTP, in cui commenta anche di sport e di libri, venendo talvolta accusato di attacchi politici e personali, particolarmente contro Pedro Santana Lopes. Nel 2010 lascia RTP per tornare a TVI.
Rebelo de Sousa è stato membro del Consiglio di Stato portoghese, nominato dal Presidente del Portogallo.
Durante il referendum portoghese sull'aborto del 2007, Rebelo de Sousa è una delle figure di spicco dello schieramento antiabortista.
Il 24 gennaio 2016 viene eletto presidente del Portogallo con il 52% dei voti ottenuti al primo turno. Il 24 gennaio 2021 viene rieletto per un secondo mandato con il 60,7% dei voti.
Nel corso del suo mandato ha posto per tre volte il veto al disegno di legge, approvato a larga maggioranza dal Parlamento, che depenalizza l'eutanasia e il suicidio assistito, richiedendo il parere della Corte Costituzionale. Dopo la quarta approvazione da parte del Parlamento, è stato infine costretto a firmare la legge.

## Vita privata
Il 27 luglio 1972, a Évora, Rebelo de Sousa sposa Ana Cristina da Gama Caeiro da Mota Veiga, dalla quale più tardi si separa, ma senza divorziare. Ha due figli, Nuno da Mota Veiga Rebelo de Sousa (1973) e Sofia da Mota Veiga Rebelo de Sousa (1976). De Sousa ha quattro nipoti da parte di Nuno.

## Onorificenze

### Onorificenze portoghesi
Come Presidente della Repubblica:
Personalmente è stato insignito del titolo di: